# Sheraton Grand Doha Resort & Convention Hotel
Sheraton Grand Doha Resort & Convention Hotel — пятизвездочный отель, принадлежащий компании Sheraton Hotels and Resorts, с видом на Персидский залив в районе Вест-Бэй в Дохе, Катар. Расположенный примерно в трёх километрах к северо-западу от порта, отель занимает площадь около 10 000 квадратных метров. Строительство отеля обошлось примерно в 100 миллионов долларов, и хотя отель строился американской компанией, строительство субсидировалось правительством Катара. Описывается как «мир арабской роскоши и волшебной атмосферы».
Отель был основан в 1979 году и известен благодаря своей форме пирамиды. Является частью конференц-центра Лиги арабских государств, выполняя очень важную функцию конференц-центра в Дохе. Здесь регулярно проводятся мероприятия, включая международные научные семинары и встречи. Сообщается, что в отеле есть один зрительный зал, вмещающий более 1000 человек.

В отеле 371 номер, 9 ресторанов и 26 конференц-залов. В 2020 году здесь проходила мирная конференция, на которой велись переговоры о выводе американских войск из Афганистана.

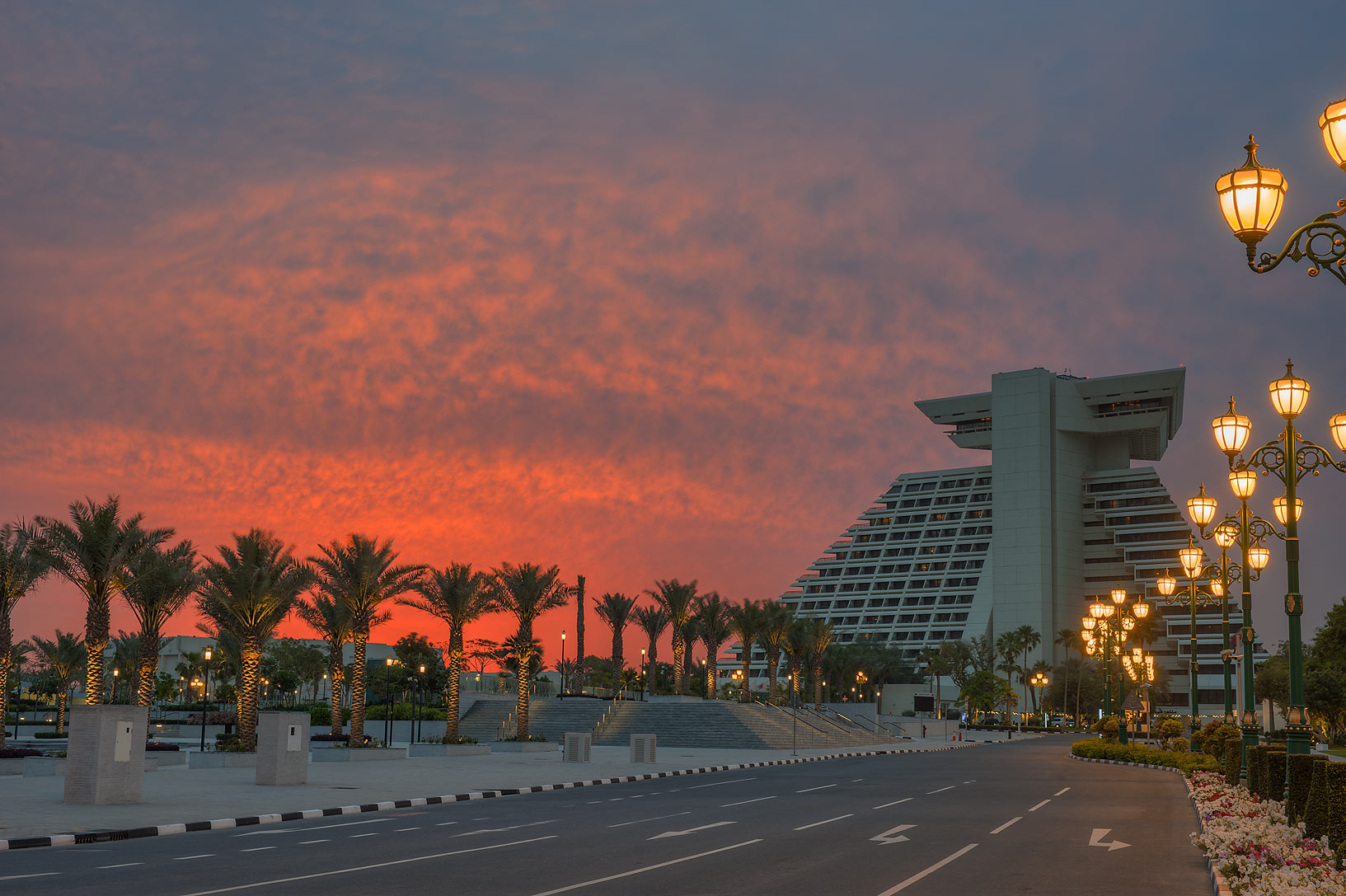
Возле отеля
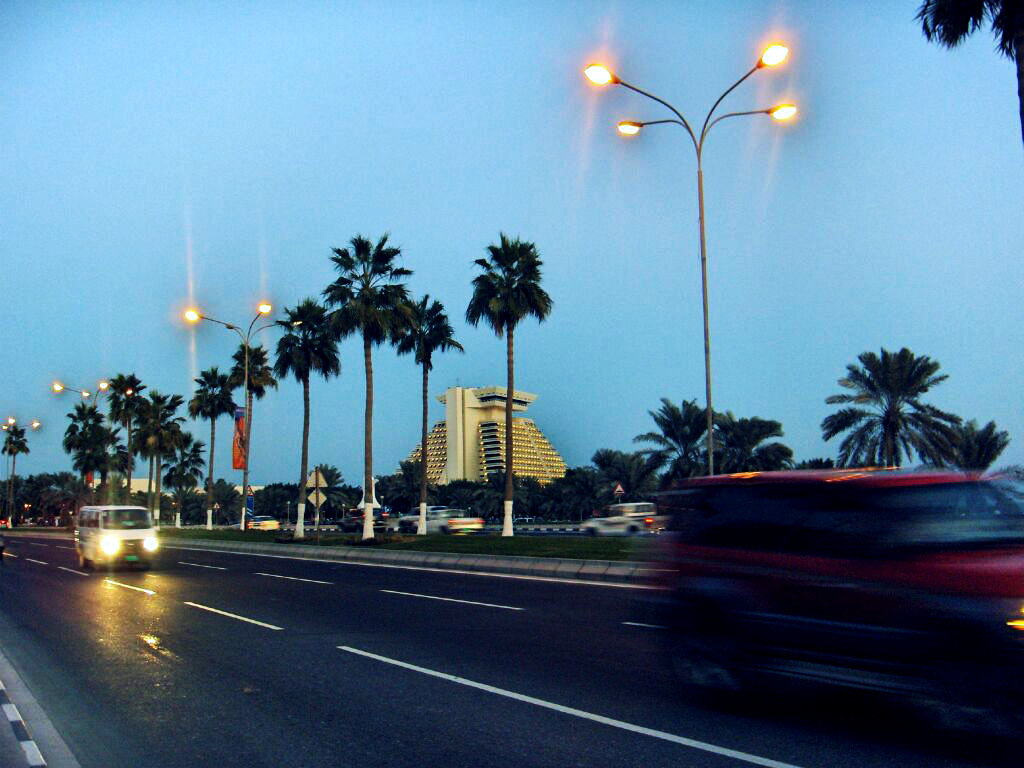
Вид на отель
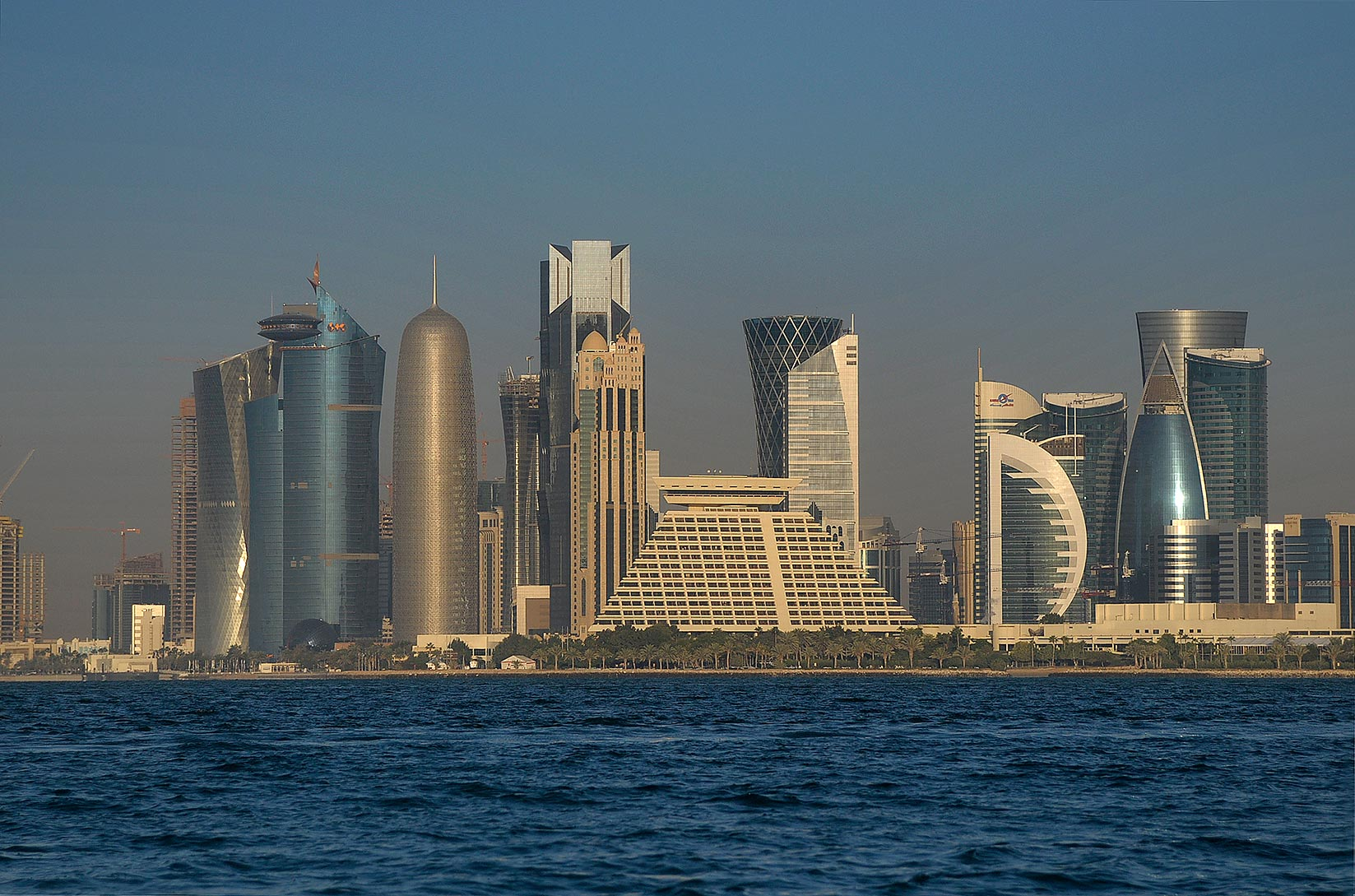
Вид на отель с воды